# Fiat G.50 Freccia
Fiat G.50 Freccia je bilo italijansko lovsko letalo druge svetovne vojne.

## Začetek proizvodnje
Letalo je bilo prvi italijanski enokrilni povsem kovinski enosedežni lovec. Prvič je posegel v boje že v španski državljanski vojni v enotah Aviazione Legionaria. Prva različica lovca je bila slabo oborožena, a je bila zelo okretna. Slaba oborožitev je botrovala k temu, da so letalo resno predelali. Najprej so dodali dodaten 20 mm top v nos letala (G.50bis), leta 1942 pa izdelali novo različico (G.55), ki je bila poleg dodatnih topov, opremljena tudi z novim, nemškim motorjem Daimler-Benz DB 605A-1. marca 1944 pa je bil ustvarjen še prototipni lovec G.56, ki sicer ni nikoli prišel v enote, a je bil ocenjen kot izjemen.

## Uspehi letala
Letalo je, kot je bilo že omenjeno, sodelovalo v španski državljanski vojni, nato pa služilo v Regii Aeronautici in kasneje v Luftwaffe skozi celotno drugo svetovno vojno in je bilo pri pilotih zelo priljubljeno, še posebej kasnejše različice.

## Različice
- G.50 Freccia
- G.50bis
- G.50V
- G.55 Centauro (105 zgrajenih lovcev)
- G.56 (samo prototip)